# Discopraise
Discopraise é uma banda brasileira de música cristã contemporânea, formada em Taguatinga, no Distrito Federal em 2001. Clayton O'lee, o vocalista, uniu-se aos amigos de infância, Jota Albuquerque, Davi Moreno e Cláudio Gómes. Os integrantes da banda congregam em variadas denominações.
O grupo começou a carreira com o nome Aziz. Com este nome, o grupo chegou a produzir um disco chamado Alegria... Solta pelo Ar!, depois relançado como Transformou. A banda chega a ser conhecida nacionalmente através dos álbuns Vai Tudo Bem (2007) e Se Eu Me Humilhar (2008), que variam entre a pop rock e influências da música disco e do funk rock.
Com o sucesso dos discos, a banda fechou uma parceria de distribuição com a Graça Music que, mais tarde, gerou um contrato artístico que vigorou até meados de 2014, quando o grupo assinou com a Sony Music Brasil. A discografia do conjunto ainda abrange os álbuns Como Se não Houvesse Amanhã (2011), Palavra, Som e Poder (2014) e Palavra, Som e Poder Lado B (2016).

## História
A banda Discopraise começou em 1998 com o nome Aziz. Nesta época, o grupo contava com cinco integrantes. Em 2001, a Aziz gravou seu primeiro disco, Alegria... Solta pelo Ar!, lançado em 2002. Com a mudança de nome do grupo para Discopraise, a obra foi relançada com o nome Transformou e a inclusão de mais algumas faixas inéditas. No repertório, a banda incluiu a regravação de "Pelo Sangue", música original da Banda Azul e que foi um dos seus primeiros sucessos regionais.
Em 2007, a banda lançou o álbum Vai Tudo Bem, produzido por Ruben di Souza. O disco fundiu a influência "disco" com o lado "praise" do conjunto e trouxe, além de inéditas como "Cara de Pau" e "Não Pare", além da regravação "Mover do Espírito", de Armando Filho. Com o novo trabalho, receberam três indicações ao Troféu Talento daquele ano nas categorias Melhor videoclipe, Melhor banda e Melhor Álbum Pop Rock. O álbum, mais tarde, foi escolhido como um dos vinte melhores lançamentos evangélicos dos anos 2000, em lista do Super Gospel.
Com a notoriedade do disco anterior, mas de influência mais pop e intimista, a banda grava o álbum Se Eu Me Humilhar. O disco, de apelo radiofônico, se tornou o maior sucesso comercial do grupo, especialmente por músicas como "Salvo pelo Amor", "Altos Montes" e a faixa-título, que contou com a participação do cantor André Valadão e se tornou a canção de maior sucesso da carreira da Discopraise. A repercussão do álbum Se Eu Me Humilhar rendeu ao grupo mais três indicações ao Troféu Talento de 2009 como: Melhor Disco Independente, Melhor Banda e Melhor Álbum Pop e uma parceria de distribuição com a gravadora Graça Music, com quem assinaram contrato artístico no ano seguinte.
O disco sucessor, Como se não Houvesse Amanhã (2011), teve por proposta unir, em um só projeto, a proposta 'disco' de Vai Tudo Bem com a radiofonia de Se eu Me Humilhar. O repertório conteve faixas como "Tudo que eu Amo Está em Ti", "Treme Treme Treme" e "Lá Vou Eu". As duas últimas foram indicadas à categoria Melhor clipe no prêmio Troféu Promessas.
Em 2013, com base nos protestos ocorridos no Brasil, a Discopraise lançou o single "Revolução", com críticas sociais. A música fez referência à canção "Baião", da banda Rebanhão. No ano seguinte, o quarteto lançou o primeiro álbum ao vivo, Palavra, Som e Poder. Lançado nos formatos CD e DVD, foi baseado no repertório de todos os trabalhos anteriores e incluiu músicas inéditas.
Em 2016, a banda fez o  lançamento de Palavra, Som e Poder Lado B. Gravado em estúdio, a Disco recebeu a participação de vários músicos, como Mariana Valadão, Brenda e o ex-baterista do Quatro por Um, Valmir Bessa. O álbum incluiu regravações da banda, inéditas e covers de outros grupos evangélicos, como a música "Sou um Milagre" (Voz da Verdade).[carece de fontes?]

## Discografia
Álbuns de estúdio
- 2002: Transformou
- 2007: Vai Tudo Muito Bem
- 2008: Se Eu Me Humilhar
- 2011: Como se não Houvesse Amanhã
- 2012: Não Pare!
- 2016: Palavra, Som e Poder Lado B

Álbuns ao vivo
- 2014: Palavra, Som e Poder

## Indicações e premiações
| Ano  | Troféu           | Categoria                 | Resultado |
| ---- | ---------------- | ------------------------- | --------- |
| 2007 | Troféu Talento   | Melhor Videoclipe         | Indicado  |
| 2007 | Troféu Talento   | Melhor Banda de Rock      | Indicado  |
| 2007 | Troféu Talento   | Melhor Álbum de Pop Rock  | Indicado  |
| 2009 | Troféu Talento   | Melhor Disco Independente | Indicado  |
| 2009 | Troféu Talento   | Melhor Banda              | Indicado  |
| 2009 | Troféu Talento   | Melhor Álbum Pop          | Indicado  |
| 2012 | Troféu Promessas | Melhor Grupo              | Indicado  |